# Дискография Panic! At the Disco
Panic! At the Disco — американская рок-группа из Лас-Вегаса, штат Невада, США. Их дебютный альбом 2005 года «A Fever You Can’t Sweat Out» достиг 13-го места в американском Billboard 200 и с момента релиза в сентябре 2005 года продано уже более 2,2 миллиона копий, а сингл «I Write Sins Not Tragedies» из этого альбома заслужил платиновый диск, также он входил в ТОП-10 синглов 2006 года. Второй альбом группы, «Pretty. Odd.», был выпущен 21 марта 2008 года, достигал в чартах США пиковой позиции на 2 месте. Третий альбом «Vices & Virtues» был выпущен 18 марта 2011 года, и достиг пиковой позиции на 7 месте в США. Четвертый альбом 2013 года выпуска «Too Weird to Live, Too Rare to Die!» вошел в американский чарт и достиг пиковой позиции на 2-м месте, альбом содержал сингл «Miss Jackson», который заслужил золотой диск. Пятый студийный альбом группы под названием «Death of a Bachelor» вышел в январе 2016 года и стал их первым альбомом, который удостоился первого места в чартах США. Альбом «Pray for the Wicked» вышел 22 июня.

## Студийные альбомы
| Название                                  | Детали                                                                                                | Максимальные позиции в чартах | Максимальные позиции в чартах | Максимальные позиции в чартах | Максимальные позиции в чартах | Максимальные позиции в чартах | Максимальные позиции в чартах | Максимальные позиции в чартах | Максимальные позиции в чартах | Максимальные позиции в чартах | Максимальные позиции в чартах | Продажи                                     | Сертификаты                                                |
| Название                                  | Детали                                                                                                | US                            | AUS                           | AUT                           | CAN                           | GER                           | NLD                           | NZ                            | SWE                           | SWI                           | UK                            | Продажи                                     | Сертификаты                                                |
| ----------------------------------------- | --- | ----------------------------- | ----------------------------- | ----------------------------- | ----------------------------- | ----------------------------- | ----------------------------- | ----------------------------- | ----------------------------- | ----------------------------- | ----------------------------- | ------------------------------------------- | ---------------------------------------------------------- |
| A Fever You Can't Sweat Out               | - Релиз: 27 сентября, 2005 - Лейбл: Decaydance/Fueled by Ramen (4513-12077) - Форматы: CD, CS, DL, LP | 13                            | 11                            | 37                            | —                             | 98                            | 41                            | 7                             | 26                            | 63                            | 17                            | - US: 2,000,000 (на момент 2016 года)       | - RIAA: 2× платиновый - ARIA: Платиновый - BPI: Платиновый |
| Pretty. Odd.                              | - Релиз: 21 марта, 2008 - Лейбл: Decaydance/Fueled by Ramen (430524) - Форматы: CD, DL, LP            | 2                             | 1                             | 5                             | 2                             | 13                            | 41                            | 5                             | 35                            | 71                            | 2                             | - US: 425,000 (на момент 2016 года)         | - RIAA: Золотой - BPI: Золотой                             |
| Vices & Virtues                           | - Релиз: 18 марта, 2011 - Лейбл: Decaydance/Fueled by Ramen (526748) - Форматы: CD, DL, LP            | 7                             | 6                             | 51                            | 17                            | 64                            | 76                            | 21                            | —                             | 90                            | 29                            | - US: 194,000 (на момент 2016 года)         | - BPI: Серебряный                                          |
| Too Weird to Live, Too Rare to Die!       | - Релиз: 8 октября, 2013 - Лейбл: Decaydance/Fueled by Ramen (536949) - Форматы: CD, DL, LP           | 2                             | 26                            | 70                            | 8                             | 99                            | 77                            | 15                            | —                             | —                             | 10                            | - US: 407,000 (на момент 2016 года)         | - RIAA: Золотой - BPI: Золотой                             |
| Death of a Bachelor                       | - Релиз: 15 января, 2016 - Лейбл: Fueled by Ramen/DCD2 (553138) - Формат: CD, DL, LP                  | 1                             | 3                             | 15                            | 3                             | 23                            | 14                            | 4                             | 27                            | 41                            | 4                             | - US: 506,000 (на момент декабря 2016 года) | - RIAA: Платиновый - BPI: Золотой                          |
| Pray for the Wicked                       | - Релиз: 22 июня, 2018 - Лейбл: Fueled by Ramen/DCD2 (B07BMDQMQX) - Формат: CD, DL, LP, CS            | 1                             | 1                             | 3                             | 10                            | 1                             | 8                             | 6                             | 2                             | 13                            | 2                             | - US: 151,000                               |                                                            |
| Viva Las Vengeance                        | - Релиз: 19 августа, 2022 - Лейбл: Fueled by Ramen/DCD2 Records - Формат: CD, DL, LP, CS              | 13                            | 10                            | 46                            | 70                            | 18                            | -                             | -                             | -                             | 46                            | 5                             |                                             |                                                            |
| «—» означает, что релиз не вошел в чарты. | |                               |                               |                               |                               |                               |                               |                               |                               |                               |                               |                                             |                                                            |

## Концертные альбомы
| Название                        | Детали                                                                                      |
| ------------------------------- | ------------------------------------------------------------------------------------------- |
| Live Session (iTunes Exclusive) | - Релиз: 13 июня, 2006 - Лейбл: Decaydance Records/Fueled by Ramen - Формат: DL             |
| …Live in Chicago                | - Релиз: 2 декабря, 2008 - Лейбл: Decaydance Records/Fueled by Ramen - Формат: CD+DVD-V, DL |
| iTunes Live                     | - Релиз: 27 сентября, 2011 - Лейбл: Decaydance Records/Fueled by Ramen - Формат: DL         |
| All My Friends We’re Glorious   | - Релиз: 15 декабря, 2017 - Лейбл: Fueled by Ramen/DCD2 - Формат: DL, 2LP                   |

## Сборные альбомы
| Title                             | Album details                                                                   |
| --------------------------------- | ------------------------------------------------------------------------------- |
| Introducing… Panic at the Disco   | - Релиз: 19 мая, 2008 - Лейбл: Decaydance Records/Fueled by Ramen - Формат: DL  |
| Panic! at the Disco Video Catalog | - Релиз: 1 марта, 2011 - Лейбл: Decaydance Records/Fueled by Ramen - Формат: DL |

## Мини-альбомы
| Название    | Детали                                                                |
| ----------- | --------------------------------------------------------------------- |
| Nicotine EP | - Релиз: May 6, 2014 - Лейбл: Decaydance/Fueled by Ramen - Формат: DL |

## Синглы
| Название                                                                       | Год  | Максимальные позиции в чартах | Максимальные позиции в чартах | Максимальные позиции в чартах | Максимальные позиции в чартах | Максимальные позиции в чартах | Максимальные позиции в чартах | Максимальные позиции в чартах | Максимальные позиции в чартах | Максимальные позиции в чартах | Максимальные позиции в чартах | Сертификаты                                          | Альбом                              |
| Название                                                                       | Год  | US                            | US Alt.                       | US Rock                       | AUS                           | CAN                           | GER                           | IRL                           | NLD                           | NZ                            | UK                            | Сертификаты                                          | Альбом                              |
| ------------------------------------------------------------------------------ | ---- | ----------------------------- | ----------------------------- | ----------------------------- | ----------------------------- | ----------------------------- | ----------------------------- | ----------------------------- | ----------------------------- | ----------------------------- | ----------------------------- | ---------------------------------------------------- | ----------------------------------- |
| «The Only Difference Between Martyrdom and Suicide Is Press Coverage»          | 2005 | 77                            | 5                             | —                             | —                             | —                             | —                             | —                             | —                             | —                             | —                             | - RIAA: Золотой                                      | A Fever You Can’t Sweat Out         |
| «I Write Sins Not Tragedies»                                                   | 2006 | 7                             | 12                            | —                             | 12                            | —                             | 66                            | 50                            | 45                            | 5                             | 25                            | - RIAA: 4× платиновый - BPI: Золотой                 | A Fever You Can’t Sweat Out         |
| «But It’s Better If You Do»                                                    | 2006 | —                             | —                             | —                             | 15                            | —                             | —                             | —                             | 89                            | 10                            | 23                            | - RIAA: Золотой                                      | A Fever You Can’t Sweat Out         |
| «Lying Is the Most Fun a Girl Can Have Without Taking Her Clothes Off»         | 2006 | —                             | 28                            | —                             | 26                            | —                             | —                             | —                             | —                             | 33                            | 39                            | - RIAA: Платиновый                                   | A Fever You Can’t Sweat Out         |
| «Build God, Then We’ll Talk»                                                   | 2007 | —                             | —                             | —                             | —                             | —                             | —                             | —                             | —                             | —                             | —                             |                                                      | A Fever You Can’t Sweat Out         |
| «Nine in the Afternoon»                                                        | 2008 | 51                            | 8                             | —                             | 19                            | 48                            | —                             | 39                            | 86                            | 28                            | 13                            | - RIAA: Платиновый - ARIA: Золотой - BPI: Серебряный | Pretty. Odd.                        |
| «Mad as Rabbits»                                                               | 2008 | —                             | —                             | —                             | —                             | —                             | —                             | —                             | —                             | —                             | —                             |                                                      | Pretty. Odd.                        |
| «That Green Gentleman (Things Have Changed)»                                   | 2008 | —                             | —                             | —                             | —                             | —                             | —                             | —                             | —                             | —                             | 96                            |                                                      | Pretty. Odd.                        |
| «Northern Downpour»                                                            | 2008 | —                             | —                             | —                             | —                             | —                             | —                             | —                             | —                             | —                             | —                             |                                                      | Pretty. Odd.                        |
| «New Perspective»                                                              | 2009 | —                             | —                             | —                             | 69                            | 78                            | —                             | —                             | —                             | —                             | —                             |                                                      | Jennifer’s Body soundtrack          |
| «The Ballad of Mona Lisa»                                                      | 2011 | 89                            | 24                            | 39                            | 21                            | —                             | —                             | —                             | —                             | —                             | 43                            | - RIAA: Платиновый - ARIA: Золотой                   | Vices & Virtues                     |
| «C’mon» (feat. fun.)                                                           | 2011 | —                             | —                             | —                             | —                             | —                             | —                             | —                             | —                             | —                             | —                             |                                                      | не альбомный сингл                  |
| «Ready to Go (Get Me Out of My Mind)»                                          | 2011 | —                             | —                             | —                             | 69                            | —                             | —                             | —                             | —                             | —                             | —                             |                                                      | Vices & Virtues                     |
| «Mercenary»                                                                    | 2011 | —                             | —                             | —                             | —                             | —                             | —                             | —                             | —                             | —                             | —                             |                                                      | Batman: Arkham City — The Album     |
| «Let’s Kill Tonight»                                                           | 2011 | —                             | —                             | —                             | —                             | —                             | —                             | —                             | —                             | —                             | —                             |                                                      | Vices & Virtues                     |
| «Miss Jackson»                                                                 | 2013 | 68                            | 7                             | 11                            | —                             | 73                            | —                             | —                             | —                             | —                             | 61                            | - RIAA: Платиновый                                   | Too Weird to Live, Too Rare to Die! |
| «This Is Gospel»                                                               | 2013 | 87                            | 25                            | 12                            | —                             | 95                            | —                             | —                             | —                             | —                             | 179                           | - RIAA: Платиновый                                   | Too Weird to Live, Too Rare to Die! |
| «Girls / Girls / Boys»                                                         | 2013 | —                             | —                             | 31                            | —                             | —                             | —                             | —                             | —                             | —                             | —                             | - RIAA: Золотой                                      | Too Weird to Live, Too Rare to Die! |
| «Hallelujah»                                                                   | 2015 | 40                            | 11                            | 3                             | —                             | 72                            | —                             | —                             | —                             | —                             | 81                            | - RIAA: Золотой                                      | Death of a Bachelor                 |
| «Victorious»                                                                   | 2015 | 89                            | 11                            | 7                             | —                             | —                             | —                             | —                             | —                             | —                             | 194                           | - RIAA: Платиновый                                   | Death of a Bachelor                 |
| «Emperor’s New Clothes»                                                        | 2015 | 68                            | —                             | 5                             | 116                           | 89                            | —                             | —                             | —                             | —                             | 88                            | - RIAA: Платиновый                                   | Death of a Bachelor                 |
| «Death of a Bachelor»                                                          | 2016 | 92                            | —                             | 11                            | —                             | —                             | —                             | —                             | —                             | —                             | —                             | - RIAA: Платиновый                                   | Death of a Bachelor                 |
| "Say Amen (Saturday Night)"                                                    | 2018 | —                             | —                             | —                             | —                             | —                             | —                             | —                             | —                             | —                             | —                             |                                                      | Pray for the Wicked                 |
| «—» означает, что релиз не попал в чарт или не был выпущен на этой территории. |      |                               |                               |                               |                               |                               |                               |                               |                               |                               |                               |                                                      |                                     |

## Другие песни
| «LA Devotee»                                                                    | 2015 | —  | 15 | —  | —  | - RIAA: Золотой | Death of a Bachelor      |
| «Don’t Threaten Me with a Good Time»                                            | 2016 | —  | 10 | —  | —  | - RIAA: Золотой | Death of a Bachelor      |
| «Crazy=Genius»                                                                  | 2016 | —  | 28 | —  | —  |                 | Death of a Bachelor      |
| «Golden Days»                                                                   | 2016 | —  | 34 | —  | —  |                 | Death of a Bachelor      |
| «The Good, the Bad, and the Dirty»                                              | 2016 | —  | 29 | —  | —  |                 | Death of a Bachelor      |
| «House of Memories»                                                             | 2016 | —  | 27 | —  | —  |                 | Death of a Bachelor      |
| «Impossible Year»                                                               | 2016 | —  | 35 | —  | —  |                 | Death of a Bachelor      |
| «Bohemian Rhapsody cover»                                                       | 2016 | 64 | 7  | 64 | 80 |                 | Suicide Squad: The Album |
| «—» означает, что релиз не попал в чарты или не был выпущен на этой территории. |      |    |    |    |    |                 |                          |

## Другие выступления
| Песня | Год  | Альбом                          |
| --- | ---- | ------------------------------- |
| «The Only Difference Between Martyrdom and Suicide Is Press Coverage» (Tommie Sunshine Brooklyn Fire Remix) | 2006 | Snakes on a Plane: The Album    |
| «This Is Halloween»                                                                                         | 2006 | The Nightmare Before Christmas  |
| «New Perspective»                                                                                           | 2009 | Jennifer’s Body                 |
| «Mercenary»                                                                                                 | 2011 | Batman: Arkham City — The Album |
| «Bohemian Rhapsody» (Queen Cover)                                                                           | 2016 | Suicide Squad: The Album        |

## Видеоклипы
| Год  | Песня                                                                  | Режиссер             |
| ---- | ---------------------------------------------------------------------- | -------------------- |
| 2006 | «I Write Sins Not Tragedies»                                           | Шейн Дрейк           |
| 2006 | «But It’s Better If You Do»                                            | Шейн Дрейк           |
| 2006 | «Lying Is the Most Fun a Girl Can Have Without Taking Her Clothes Off» | Трэвис Копач         |
| 2007 | «Build God, Then We’ll Talk»                                           | Неизвестен           |
| 2008 | «Nine in the Afternoon»                                                | Шейн Дрейк           |
| 2008 | «Mad as Rabbits»                                                       | Шейн Вальдес         |
| 2008 | «That Green Gentleman (Things Have Changed)»                           | Алан Фергюсон        |
| 2008 | «Northern Downpour»                                                    | Бен Феннин           |
| 2008 | «It’s Almost Halloween»                                                | Неизвестен           |
| 2009 | «New Perspective»                                                      | Каи Реган            |
| 2011 | «The Ballad of Mona Lisa»                                              | Шейн Дрейк           |
| 2011 | «The Overture»                                                         | Шейн Дрейк           |
| 2011 | «Ready to Go (Get Me Out of My Mind)»                                  | Шейн Дрейк           |
| 2011 | «Let’s Kill Tonight»                                                   | Неизвестен           |
| 2013 | «Miss Jackson»                                                         | Джордан Бахат        |
| 2013 | «This Is Gospel»                                                       | Даниэль Клауд Кампос |
| 2013 | «Girls / Girls / Boys»                                                 | Диджейей Браунер     |
| 2014 | «Nicotine»                                                             | Каи Реган            |
| 2014 | «This Is Gospel (Piano Version)»                                       | Скантрон & Мел Сория |
| 2015 | «Hallelujah»                                                           | NORTON               |
| 2015 | «Emperor’s New Clothes»                                                | Даниэль Кампос       |
| 2015 | «Victorious»                                                           | Брэндон Дермер       |
| 2015 | «Death of a Bachelor»                                                  | Скантрон & Мел Сория |
| 2016 | «Don’t Threaten Me with a Good Time»                                   | Тим Хендрикс         |
| 2016 | «LA Devotee»                                                           | Скантрон & Мел Сория |
| 2018 | "Say Amen (Saturday Night)"                                            | Даниэль Кампос       |

### Комментарии
1. ↑  "But It's Better If You Do" did not enter the US Billboard Hot 100, but peaked at number four on the Bubbling Under Hot 100 Singles chart.[23]
2. ↑  "Lying Is the Most Fun a Girl Can Have Without Taking Her Clothes Off" did not enter the US Billboard Hot 100, but peaked at number four on the Bubbling Under Hot 100 Singles chart.[23]
3. ↑  "New Perspective" did not enter the US Billboard Hot 100, but peaked at number four on the Bubbling Under Hot 100 Singles chart.[23]